# Márcia Lage
Márcia Leal de Souza Lage, mais conhecida como Márcia Lage (Rio de Janeiro, 27 de fevereiro de 1960 – Rio de Janeiro, 19 de janeiro de 2025) foi uma importante cenógrafa e carnavalesca brasileira, atuou em conjunto boa parte de sua carreira com o seu marido, o também carnavalesco Renato Lage. 

## Biografia
Márcia Leal de Souza Lage nasceu no Rio de Janeiro em 27 de fevereiro de 1960. Estudou na Escola de Belas Artes, onde foi aluna de grandes carnavalescos como Fernando Pamplona, Maria Augusta, Marie Louise Nery e Rosa Magalhães. Em 1981, Márcia foi convidada por Rosa para trabalhar como assistente no Império Serrano no histórico desfile Bum Bum Paticumbum Prugurundum (1982). Também foi assistente no Salgueiro e na Tradição. Márcia também atuou como cenógrafa de televisão, antes de conhecer Renato Lage e começar a trabalhar como assistente do carnavalesco, em 1990. Em 1992, Renato se separou da esposa Lilian Rabello, com quem assinava os carnavais da Mocidade, e engatou um romance com Márcia. Posteriormente os dois se casaram. Apesar de atuar com Renato desde o início dos anos 90, Márcia só passou a assinar oficialmente os desfiles com o marido a partir do carnaval de 2002, seu último ano na Mocidade. Em 2003, o casal migrou para o Salgueiro. Em 2007, fizeram parte da Comissão de carnaval criada pelo Império de Casa Verde. Venceu o grupo de acesso A do Rio no carnaval de 2008 com o enredo Taí, eu fiz tudo pra você gostar de mim, no Império Serrano.
Com a subida do Império Serrano para o Grupo Especial no carnaval de 2009, o casal Lage não poderia atuar em duas escolas de samba de mesmo grupo, portanto pela primeira vez, Márcia assinou o Império Serrano sozinha, enquanto Renato ficou no Salgueiro. O Império foi rebaixado, enquanto o Salgueiro, 18 anos depois do grande sucesso “Peguei um Ita no Norte”, conquistou o título. No carnaval seguinte, Márcia estava prestes a ser contratada como carnavalesca da Mangueira, mas foi demitida da escola, voltando assim a fazer dupla com com seu marido, no Salgueiro. Fez desfiles em 2016 na Vai Vai e ficou até 2017 no Salgueiro. Em 2018, o casal partiu pra Grande Rio, porém com um enredo sobre o grande apresentador Chacrinha, a escola teve problemas, sendo o mais sério a não entrada do último carro. Apesar de quase ser rebaixada, a LIESA simplesmente decidiu que pela segunda vez não teria rebaixamento no Grupo Especial, fato polêmico na época. No carnaval de 2019 na Grande Rio, foi desenvolvido o enredo “Quem Nunca”, fazendo alusão ao “jeitinho brasileiro de resolver as coisas” que foi encarado como uma crítica a própria virada de mesa do ano anterior. Em 2020, 2022 e 2023 o casal Lage assinou a tradicional escola de samba Portela. Os 3 desfiles não foram tão bem sucedidos, sendo que o enredo sobre o centenário da agremiação em 2023 terminou com problemas sérios de acabamento, entendimento do enredo e um buraco muito grande em um dos setores. A escola amargou um dos últimos lugares da tabela. Em 2024, o casal “descansou” da carreira, apenas assistindo os desfiles. Mas como já era de se prever, o casal voltaria logo. Em fevereiro de 2025, foi anunciada a volta de Renato e Márcia 23 anos depois a escola de samba Mocidade Independente de Padre Miguel.

### Morte
Márcia morreu em 19 de janeiro de 2025, aos 64 anos de idade, vítima de leucemia. A carnavalesca foi velada e cremada no Cemitério Vertical Memorial do Carmo, no Caju, na Zona Norte do Rio de Janeiro.

## Carnavais
Abaixo, a lista de desfiles assinados por Márcia Lage.
| Ano  | Escola                | Colocação   | Divisão     | Enredo                                                                           | Ref.          |
| ---- | --------------------- | ----------- | ----------- | -------------------------------------------------------------------------------- | ------------- |
| 2002 | Mocidade Independente | 4.º lugar   | Especial RJ | O Grande Circo Místico                                                           | [ 5 ] [ 6 ]   |
| 2003 | Salgueiro             | 7.º lugar   | Especial RJ | Salgueiro, minha paixão, minha raiz - 50 anos de glórias                         | [ 7 ] [ 8 ]   |
| 2004 | Salgueiro             | 6.º lugar   | Especial RJ | A cana que aqui se planta, tudo dá, até energia… Álcool, o combustível do futuro | [ 9 ] [ 10 ]  |
| 2005 | Salgueiro             | 5.º lugar   | Especial RJ | Do fogo que ilumina a vida, Salgueiro é chama que não se apaga                   | [ 11 ] [ 12 ] |
| 2006 | Salgueiro             | 11.º lugar  | Especial RJ | Microcosmos: o que os olhos não veem, o coração sente                            | [ 13 ] [ 14 ] |
| 2007 | Salgueiro             | 7.º lugar   | Especial RJ | Candaces                                                                         | [ 15 ] [ 16 ] |
| 2007 | Império de Casa Verde | 5.º lugar   | Especial SP | Glórias e Conquistas - A Força do Império está no salto do Tigre                 | [ 17 ]        |
| 2008 | Salgueiro             | Vice-campeã | Especial RJ | O Rio de Janeiro continua sendo…                                                 | [ 11 ] [ 12 ] |
| 2008 | Império Serrano       | Campeã      | Grupo A     | Taí, eu fiz tudo para você gostar de mim                                         | [ 18 ] [ 19 ] |
| 2009 | Império Serrano       | 12.º lugar  | Especial RJ | A Lenda das Sereias e os Mistérios do Mar                                        | [ 20 ] [ 21 ] |
| 2011 | Salgueiro             | 5.º lugar   | Especial RJ | Salgueiro Apresenta: o Rio no Cinema                                             | [ 22 ] [ 23 ] |
| 2012 | Salgueiro             | Vice-campeã | Especial RJ | Cordel branco e encarnado                                                        | [ 24 ] [ 25 ] |
| 2013 | Salgueiro             | 5.º lugar   | Especial RJ | Fama                                                                             | [ 26 ] [ 27 ] |
| 2014 | Salgueiro             | Vice-campeã | Especial RJ | Gaia - A vida em nossas mãos                                                     | [ 28 ]        |
| 2015 | Salgueiro             | Vice-campeã | Especial RJ | Do Fundo do Quintal, Saberes e Sabores na Sapucaí                                | [ 29 ]        |
| 2016 | Salgueiro             | 4.º lugar   | Especial RJ | A Ópera dos Malandros                                                            | [ 30 ]        |
| 2016 | Vai-Vai               | 4.º lugar   | Especial SP | Je Suis Vai-Vai                                                                  | [ 31 ]        |
| 2017 | Salgueiro             | 3.º lugar   | Especial RJ | A Divina Comédia Do Carnaval                                                     |               |
| 2018 | Grande Rio            | 12.º lugar  | Especial RJ | Vai para o trono ou não vai?                                                     |               |
| 2019 | Grande Rio            | 9.º lugar   | Especial RJ | Quem nunca...? Que atire a primeira pedra                                        |               |
| 2020 | Portela               | 7.º lugar   | Especial RJ | Guajupiá, Terra sem Males                                                        |               |
| 2022 | Portela               | 5.º lugar   | Especial RJ | Igi Osè Baobá                                                                    |               |
| 2023 | Portela               | 10.º lugar  | Especial RJ | O Azul que vem do infinito                                                       |               |
| 2025 | Mocidade Independente | 11.º Lugar  | Especial RJ | "Voltando para o futuro – Não há limites pra sonhar"                             | [ 32 ] [ 33 ] |

## Premiações
- Estandarte de Ouro

1. 2006 - Melhor enredo (Salgueiro - "Microcosmos: o que os olhos não veem, o coração sente") [34]
2. 2013 - Melhor enredo (Salgueiro - "Fama") [35]
3. 2016 - Melhor enredo (Salgueiro - "A Ópera dos Malandros") [36]

- Estrela do Carnaval

1. 2011 - Melhor conjunto de alegorias (Salgueiro) [37]
2. 2013 - Melhor conjunto de fantasias (Salgueiro) [38]
3. 2014 - Melhor conjunto de fantasias (Salgueiro) [39]
4. 2015 - Melhor conjunto de alegorias (Salgueiro) [40]
5. 2016 - Melhor enredo (Salgueiro - "A Ópera dos Malandros") [41]

- Gato de Prata

1. 2011 - Melhor enredo ("Salgueiro Apresenta: o Rio no Cinema") [42]
2. 2015 - Melhor carnavalesco(a) (Salgueiro) [43]

- Prêmio 100% Carnaval

1. 2022 - Melhor conjunto de fantasias (Portela) [44]

- Prêmio Veja Rio

1. 2014 - Melhor alegoria (Abre-alas do Salgueiro) [45]

- S@mba-Net

1. 2022 - Melhor conjunto de fantasias (Portela) [46]

- Tamborim de Ouro

1. 2014 - Enredo Maravilha (Salgueiro - "Gaia - A Vida em Nossas Mãos") [47]
2. 2014 - Melhor conjunto de alegorias (Salgueiro) [48]

- Troféu Andarilho do Samba

1. 2008 - Melhor enredo (Império Serrano - "Taí, Eu Fiz Tudo para Você Gostar de Mim") [49]

- Troféu Jorge Lafond

1. 2008 - Melhor enredo (Império Serrano - "Taí, Eu Fiz Tudo para Você Gostar de Mim") [50]

- Troféu Sambario

1. 2011 - Melhor alegoria (King Kong no Relógio da Central) [51]

- Troféu Tupi Carnaval Total

1. 2011 - Melhor carnavalesco(a) (Salgueiro) [52][53]
2. 2022 - Melhor conjunto de fantasias (Portela) [54]